# Citorus atripes
Citorus atripes är en insektsart som beskrevs av Rauno E. Linnavuori 1977. Citorus atripes ingår i släktet Citorus och familjen dvärgstritar. Inga underarter finns listade i Catalogue of Life.